# Bazylika kolegiacka Świętej Trójcy w Krośnie
Bazylika kolegiacka Świętej Trójcy w Krośnie (fara krośnieńska) – zabytkowy parafialny kościół rzymskokatolicki w Krośnie. Jest farą (kościołem farnym) dla Krosna, czyli najstarszym kościołem w mieście.

## Historia i opis
Tradycyjnie przyjmuje się, że zarówno parafia, jak i pierwszy kościół powstał w 1342 roku. Pełny obwód ścian odnaleźć można w prezbiterialnej i nawowej części dzisiejszej świątyni. Pierwotne prezbiterium, niższe od obecnego, nakryte było sklepieniem krzyżowo – żebrowym osadzonym na kamiennych wspornikach. Dwunawowy halowy korpus świątyni nakrywało pierwotnie pięć przęseł sklepienia o elementach trójpodporowych, wspartych na czterech umieszczonych osiowo filarach międzynawowych. Sklepienia tego typu były bardzo popularne w Małopolsce w czasach Kazimierza Wielkiego. Zbliżone realizacje, związane bezpośrednio z patronatem artystycznym tego monarchy, powstały równocześnie w Wiślicy, Niepołomicach, Stopnicy, Szydłowie i Nowym Sączu.
Efektem znacznego rozwoju i wzbogacenia się miasta w wieku XV były ustawiczne rozbudowy jego głównej świątyni. W pierwszej połowie tego stulecia od północy zostają dobudowane kaplice św. Anny (przed 1402) i św. Wojciecha (przed 1448), a od strony południowej Bractwa Najświętsze Maryi Panny (przed 1446) i śś. Piotra i Pawła (przed 1512). U schyłku XV wieku nadbudowano prezbiterium i zasklepiono go nowym, zachowanym do dzisiaj, późnogotyckim sklepieniem sieciowym. Przełom wieku XV i XVI przyniósł powiększenie zakrystii w kierunku wschodnim i jej nadbudowę o pomieszczenie skarbca na piętrze. W roku 1638 miał miejsce w Krośnie groźny pożar, który strawił znaczną część miasta. Do niedawna przypuszczano, że ogień poważnie zniszczył także główną świątynię miasta. W świetle naszych badań twierdzenia takie wydają się jednak mocno przesadzone.
Nowożytny kształt architektoniczny kościoła jest zasługą rajcy krośnieńskiego szkockiego pochodzenia Wojciecha Roberta Portiusa, który na ten cel przeznaczył znaczną część swoich dochodów. Prace zrealizowane w tym czasie, prowadzone być może pod kierunkiem włoskiego muratora Wincentego Petroniego, przeobraziły wnętrze świątyni z gotyckiego na manierystyczne. Z tego czasu pochodzi zachowane do dziś w nawie kościoła sklepienie kolebkowe z lunetami, wsparte na wprowadzonych do wnętrza świątyni skarpach wewnętrznych, jak też kolebkowo – krzyżowe sklepienia kaplic bocznych. Wtedy też, na polecenie Portiusa, Petroni przebudował kaplicę śś. Piotra i Pawła (przylegającą od południa do nawy kościoła) na kopułowe mauzoleum rodziny Portiusów. W takiej formie, z niewielkimi już tylko zmianami, krośnieński kościół farny przetrwał do początku XX wieku, kiedy odrestaurowano i odsłonięto wiele zatartych wcześniej cech i elementów stylowych.
Polichromię ścian prezbiterium wykonał w 1899 r. Franciszek Daniszewski.
W czasie II wojny światowej uległa zniszczeniu sygnaturka, której nie odtworzono.

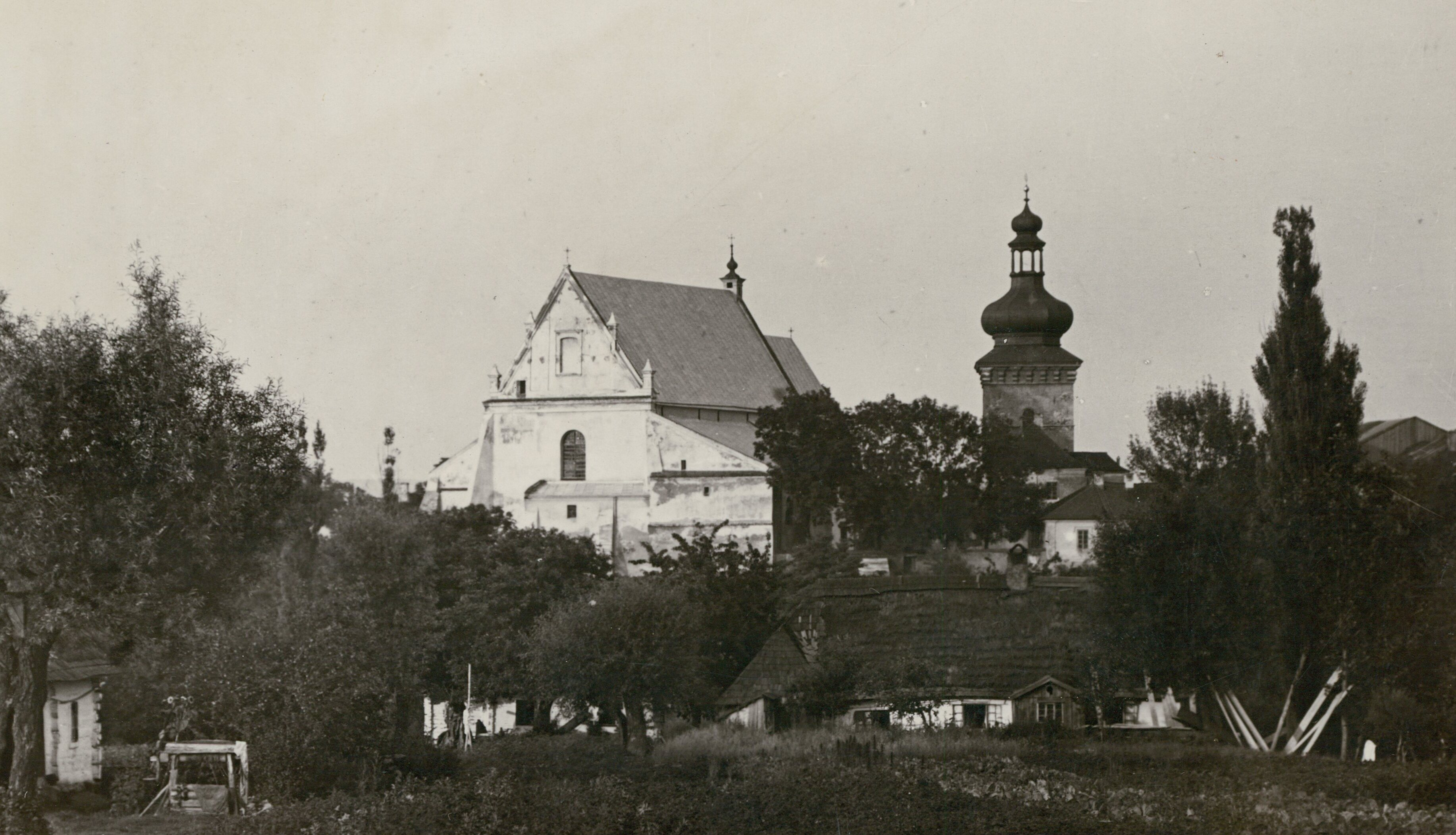
Widok kościoła około 1910
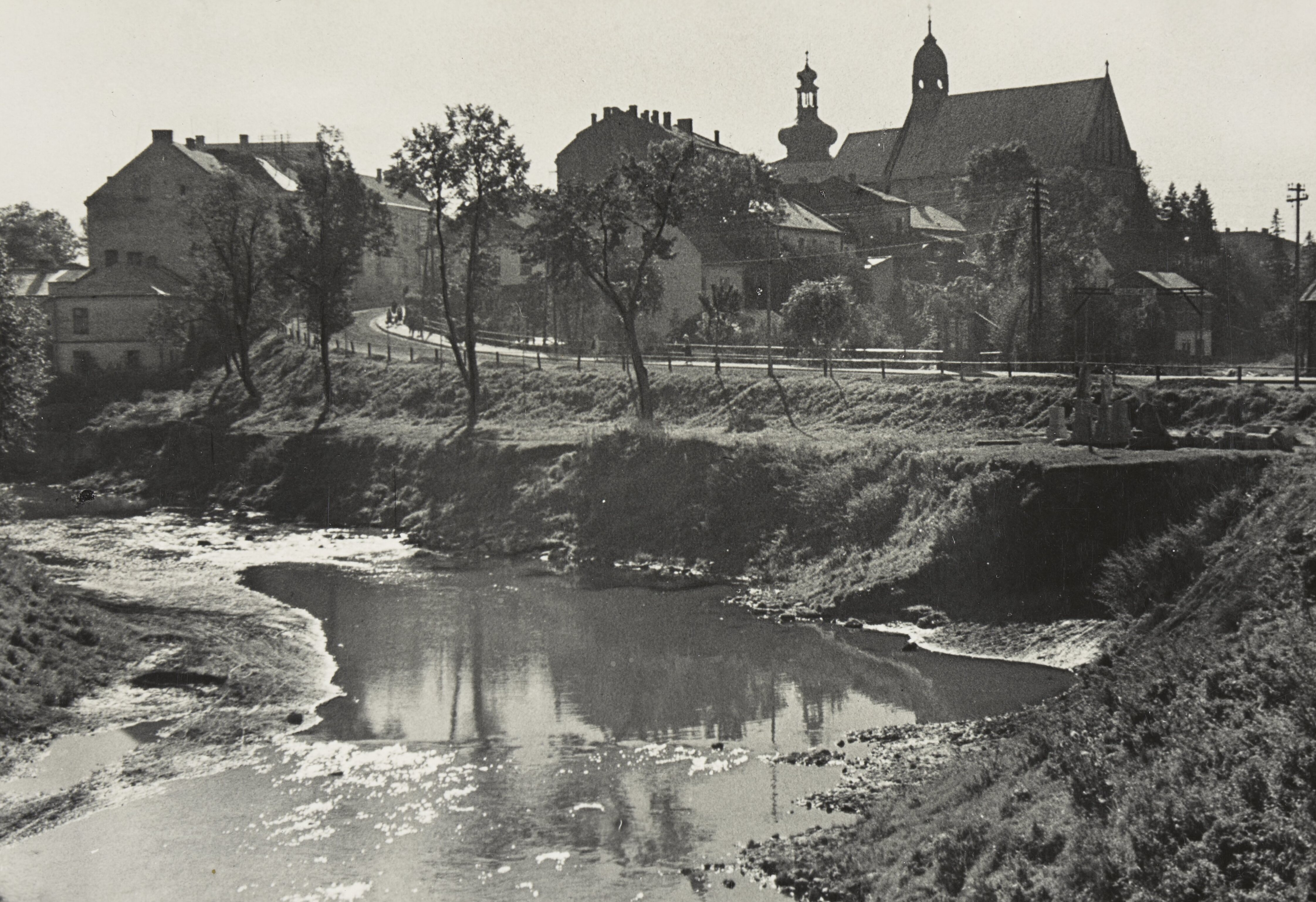
Panorama kościoła, 1939
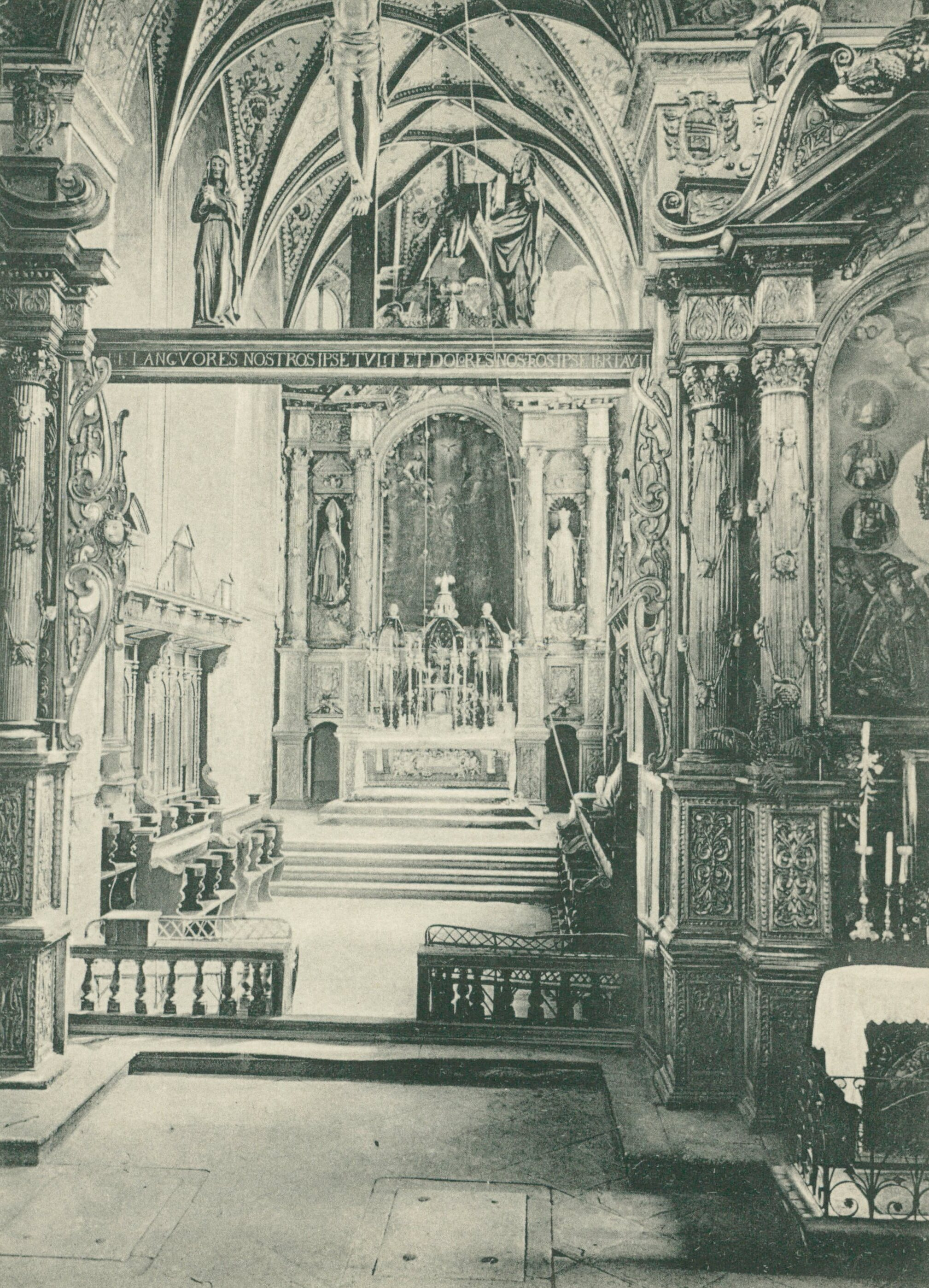
Prezbiterium, 1905
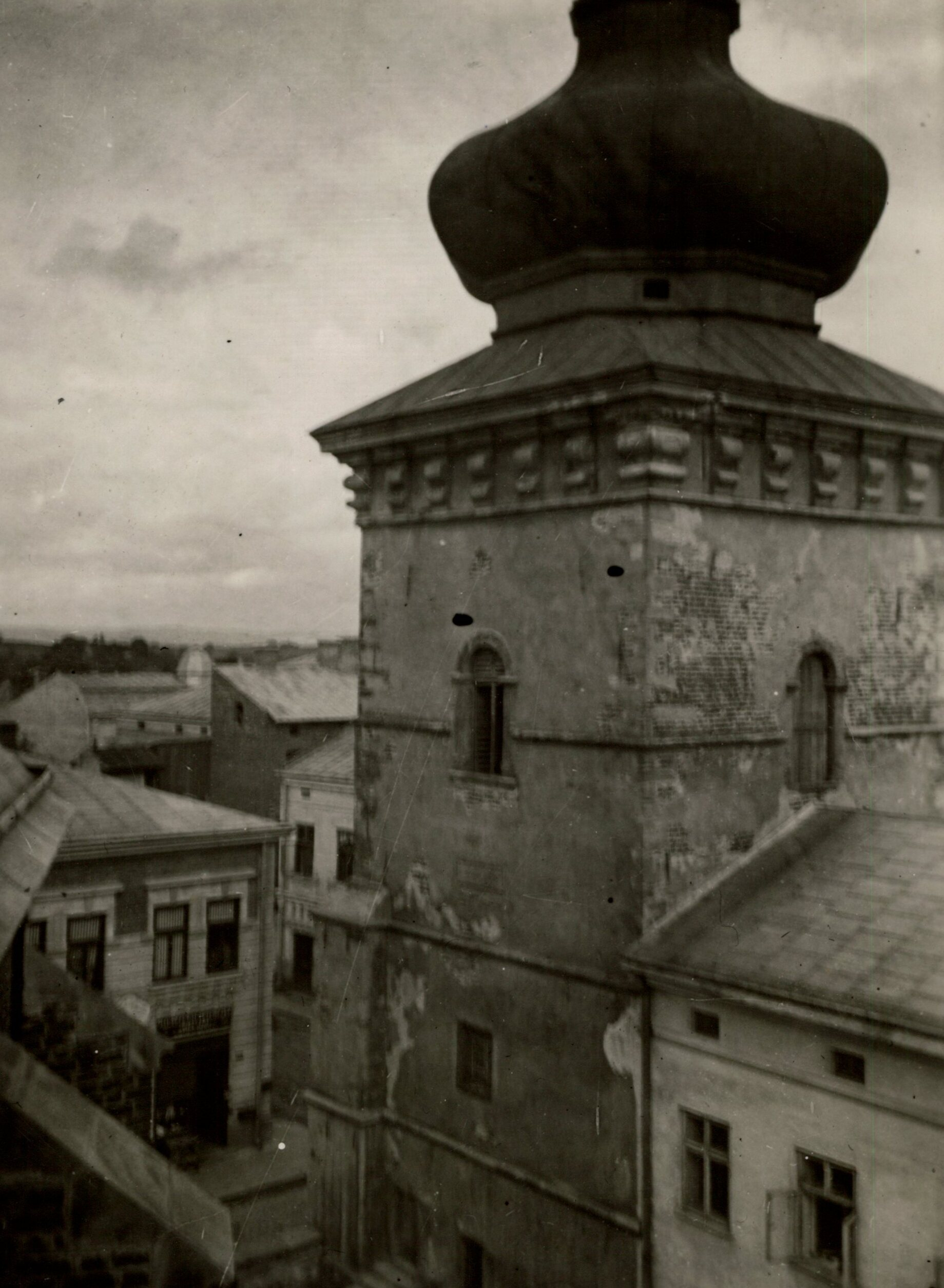
Wieża, 1908

W roku 2004 archeolog Jan Gancarski prowadził wykopaliska w krypcie Fary, gdzie odkryto nieznane wcześniej sarkofagi biskupów.
17 września 2012 w bazylice została odsłonięta tablica upamiętniająca ofiary zbrodni katyńskiej związane z Krosnem; w inskrypcji zostali wymienieni m.in.: st. post. Franciszek Ambicki, kpt. inż. Stanisław Jugendfein, por. Marian Sanok, ppor. Michał Seredyński, ppłk dypl. Józef Trepto.
Od sierpnia 2014 roku, proboszczem parafii jest ks. dr. prał Andrzej Chmura.

## Ważniejsze elementy wnętrza
Wystrój wnętrza jest jednym z najlepiej zachowanych i najbogatszych w tej części kraju.
- Grupa Pasji na belce tęczowej – wybitne dzieło rzeźby gotyckiej, wykonane w warsztacie krakowskim około 1400 r.

- Na wewnętrznej arkadzie łuku tęczowego wmurowane jest wczesnobarokowe epitafium Zofii Kanafolskiej z Kiellarów (zm. 1640). Wykonane z czarnego marmuru dębnickiego posiada owalny portret zmarłej malowany na blasze, umieszczony w przerwanym przyczółku. Jest tutaj także obraz „Koronacja Matki Boskiej przez Trójcę Świętą” malowany przez Jakuba Trwałego na desce ok. 1480 r., a także dzieło krakowskiego malarza Jana Wielkiego z lat 70. XV wieku, które jest powieszone na filarze arkady tęczowej, przy wejściu do prezbiterium.

- Późnomanierystyczny ołtarz główny z lat 30. XVII w., a w nim obraz „Adoracja Trójcy Świętej i Matki Boskiej”, namalowany przez weneckiego malarza Tomasza Dolabellę. W ołtarzu znajduje się także obraz Matki Boskiej z Dzieciątkiem, współczesny ołtarzowi, namalowany według ryciny rzymskiego rytownika Antonia Caranzani. Inny obraz to Adoracja Najświętszego Sakramentu przez przedstawicieli duchowieństwa i stanów świeckich, namalowany według grafiki rytownika antwerpskiego Antoniego Wierixa.

- W lewej ścianie prezbiterium: płyta nagrobna biskupa Stanisława Tarły. Na marmurowej płycie jest herb „Topór” oraz insygnia biskupie wraz z napisem: „A.D. 1544 die 14 Decembris”

- Nagrobek z prawej strony ołtarza: Jana Skotnickiego (pierwowzór Rejenta Milczka z „Zemsty” A. Fredry) i jego żony Zofii Skotnickiej z Ligęzów (córka Mikołaja Ligęzy starosty bieckiego – kasztelana wiślickiego), uznany za wybitne dzieło wczesnobarokowej sztuki sepulkralnej, wykonany ok. 1621[5] z czarnego marmuru przez włoskich artystów pracujących dla Zygmunta III Wazy.

- Stalle mansjonarskie w prezbiterium, z ok. 1600 r. dla Kolegium Mansjonarzy, zdobione malowidłami ze scenami biblijnymi i przedstawieniami świętych.
- Dziesięć ołtarzy bocznych, w z XVII w., wykonanych przez snycerzy krośnieńskich.
- Dwadzieścia kilka obrazów namalowanych przez polskich artystów z kręgu Tomasza Dolabelli, w tym płótna, wyróżniające się rodzajowym sarmackim ujęciem, związane z tematyką śmierci: Memento mori, Dzwon Śmierci, Niewiasta za grzechy potępiona, Cztery rzeczy ostateczne[5].
- Cynowa chrzcielnica w kaplicy Św. Wojciecha, wsparta na trzech leżących lwach, ufundowana przez Wojciecha Portiusa w 1634 r.
- Manierystyczna ambona ufundowana przez Annę Porcjuszową z Hesnerów. Malarskie personifikacje cnót kardynalnych: wstrzemięźliwości, roztropności i męstwa oraz cnót teologalnych: miłości, nadziei i wiary. Obok usytuowana jest ława Wojciecha Portiusa z personifikacją sprawiedliwości. Ambona z połowy XVII w.

- Chór muzyczny z połowy XVII wieku z prospektem organowym fundowanym przez Zofię Skotnicką z Ligęzów.

- Obrazy: „Sąd Ostateczny” na ścianie tęczowej, namalowany według ryciny flamandczyka Jana Sadelera, nad wejściami do kaplic cztery obrazy dostosowane kształtem do ścian: Św. Jerzy malowany według ryciny Heinricha Ullricha, rytownika norymberskiego, Zabójstwo św. Stanisława oraz wspomniane już Dzwon śmierci (namalowany według ryciny Hieronima Wierixa) i Niewiasta potępiona za grzechy zatajone. Na filarach wewnętrznych nawy cykl obrazów z życia Chrystusa: Gody w Kanie Galilejskiej, malowany według rycin Martina de Vosa, Chrystus w drodze do Emaus, Kuszenie Chrystusa, Cudowny połów ryb, Chrzest Chrystusa w Jordanie. Wśród nowszych obrazów znajduje się Św. Teresa, namalowana przez ówczesnego ucznia gimnazjum, malarza Stanisława Witowskiego-Iskrzyniaka, w roku 1926.
Z okazji beatyfikacji i kanonizacji siostry Faustyny Kowalskiej w kościele umieszczono obraz Jezu ufam Tobie.

## Kaplice
Większość kaplic w krośnieńskiej farze zostało ufundowanych przez ród Portiusów (Porcjuszów).
Fara ma piękne kaplice: pw. św. św. Piotra i Pawła (dwukopułowe mauzoleum rodziny Portiusów, które wykonał architekt włoski Vincenzo Petroni). Kaplica czteroboczna o ściętych wewnątrz narożach, z kopułą dekorowaną sztukateriami o motywach kartuszowych. Na ścianach kaplicy znajduje się portrety Portiusów, których szczątki spoczywają w niedostępnej krypcie grobowej pod posadzką kaplicy: Anny z Hesnerów Portiusowej (zm. 1648), Roberta Wojciecha Portiusa (zm. 1661) i Tomasza Portiusa – brata Wojciecha Roberta (zm. 1676). Poza tym są tu też kaplice: Matki Boskiej Szkaplerznej, św. Wojciecha (przed 1448), św. Jana Nepomucena, św. Anny (1402).

## Dzwonnica
Dzwonnica kościoła farnego wybudowana w latach 1637–1651 z funduszów Wojciecha Roberta Portiusa. Trójkondygnacyjna, odrębna od bryły świątyni, nakryta baniastym hełmem z kolumnową latarnią, którego obecny kształt jest wynikiem modernizacji przy końcu XIX wieku, według proj. arch. Tadeusza Stryjeńskiego. Wysokość wieży wynosi 38 m. Wewnątrz trzy dzwony, odlane po pożarze Krosna w 1639 r., z funduszu Wojciecha Roberta Portiusa, przez ludwisarzy Stefana Meutela i Jerzego Oliviera. Na wieżę trafiły dopiero po 1658 r. Dzwon „Urban” w dolnym obwodzie ma 490 cm. „Jan” mierzy w dolnym obwodzie 390 cm, natomiast „Marian” 350 cm.

## Galeria

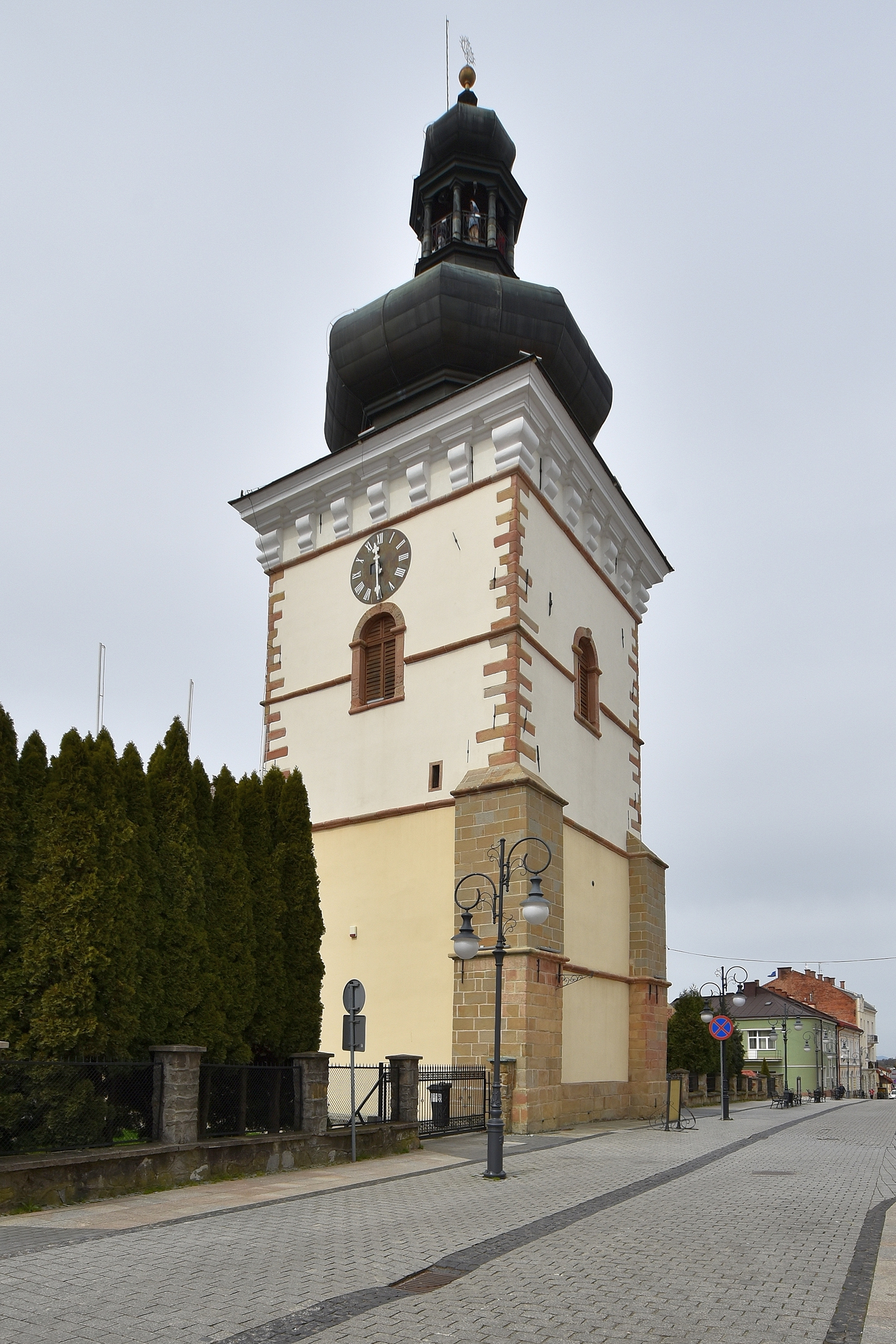
Widok na dzwonnicę bazyliki
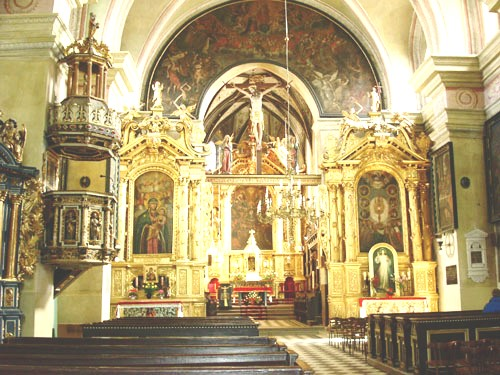
Widok na wnętrze fary
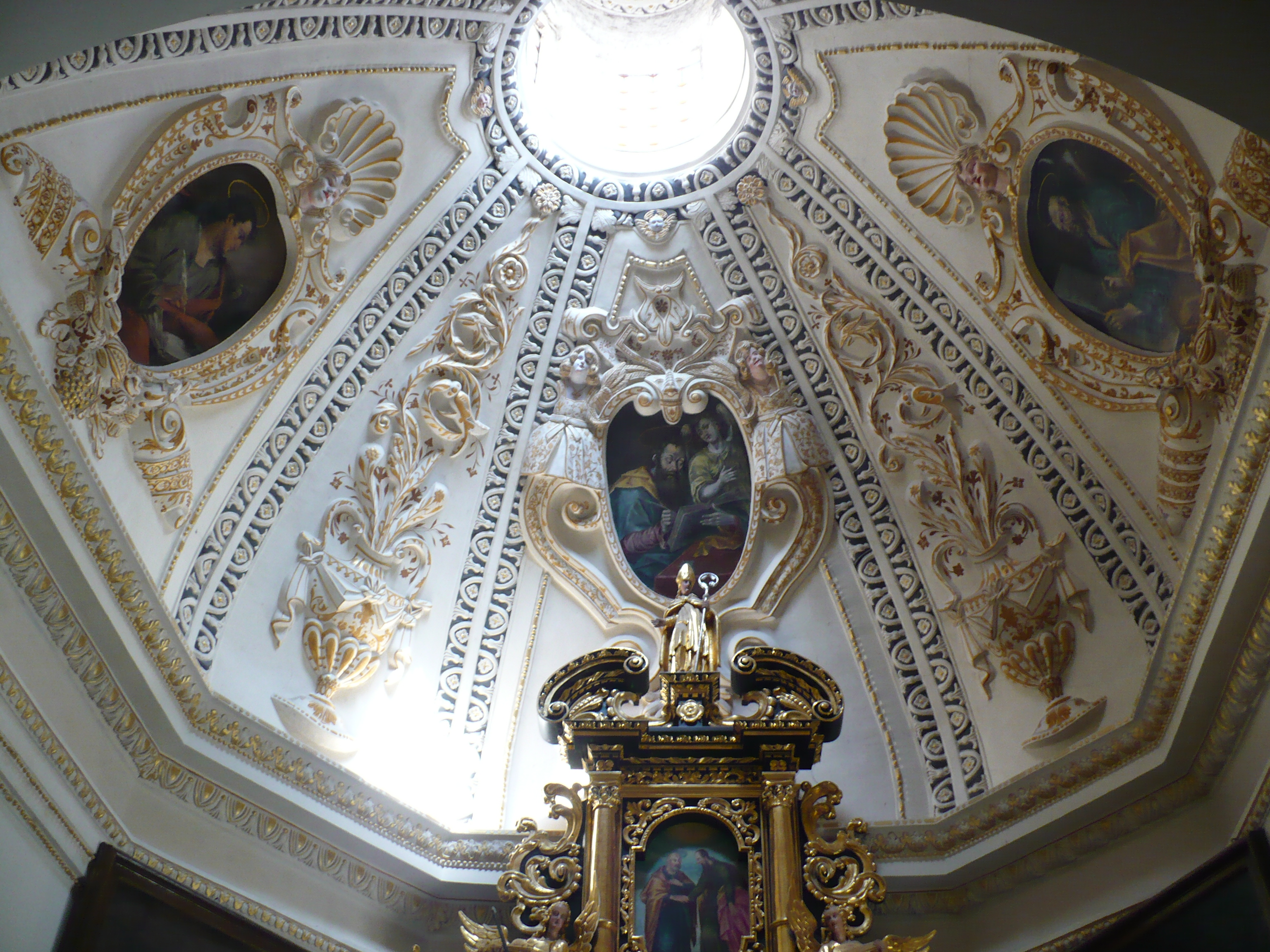
Kopuła kaplicy Porcjuszów
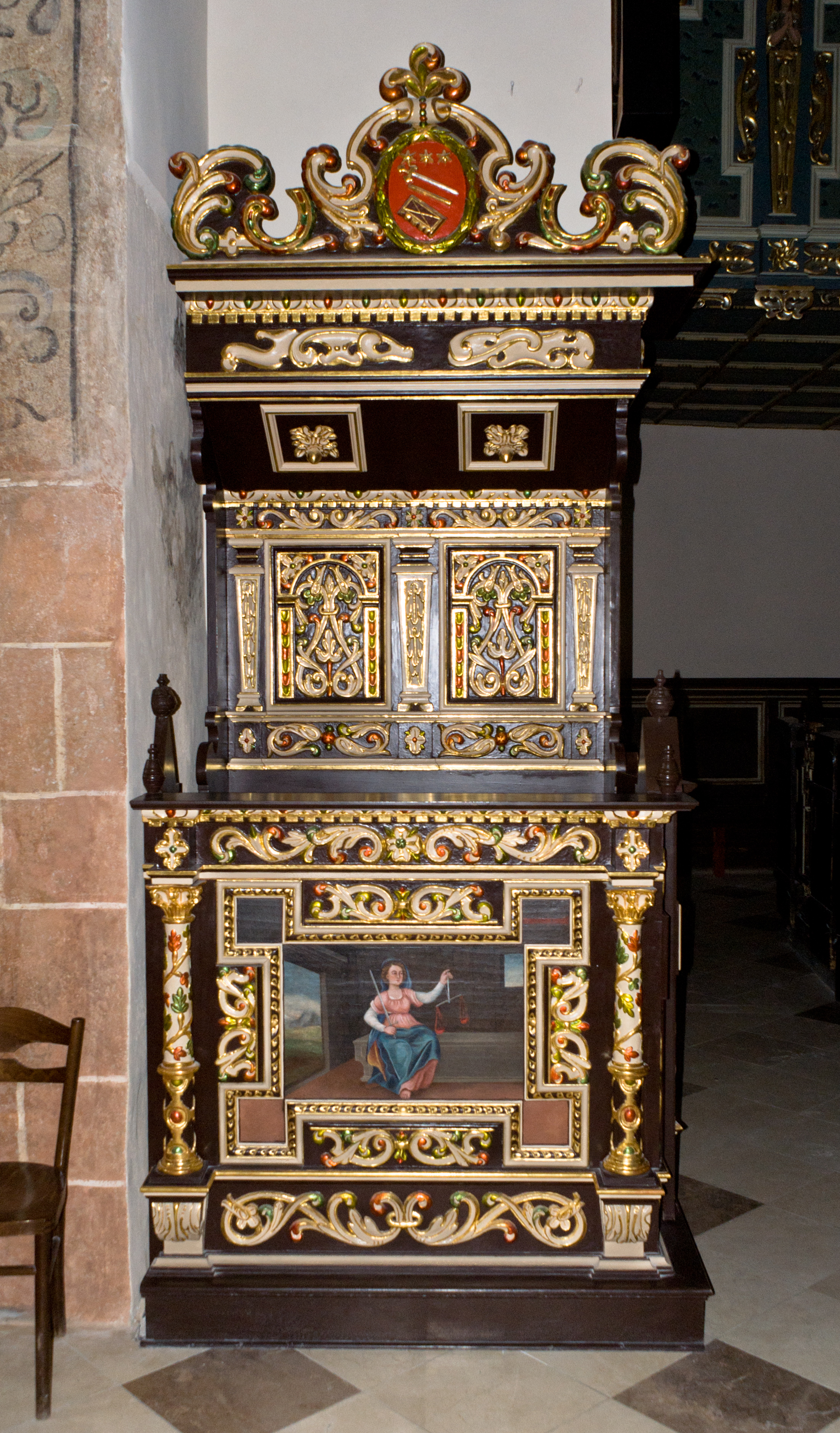
Ławka Anny i Roberta Portiusów
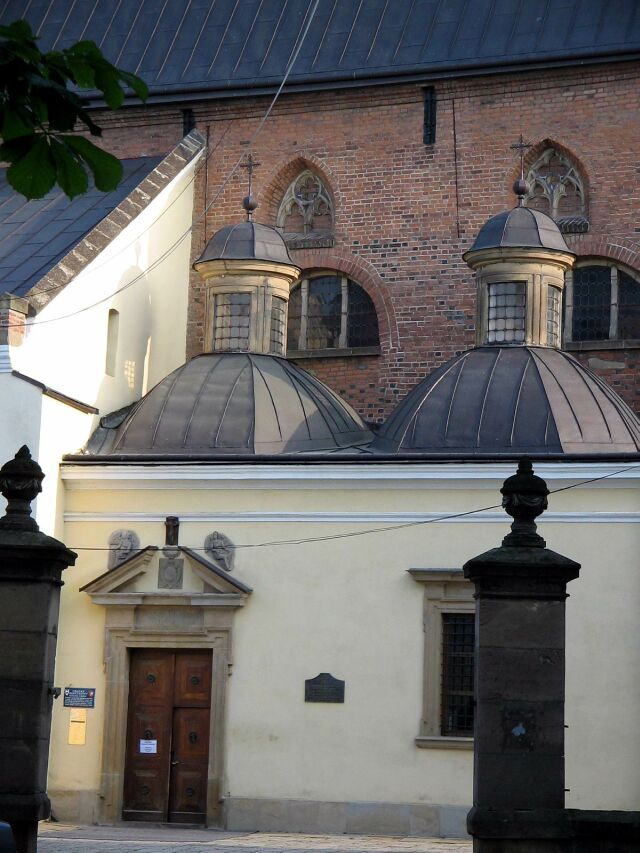
Kaplica Portiusów z zewnątrz
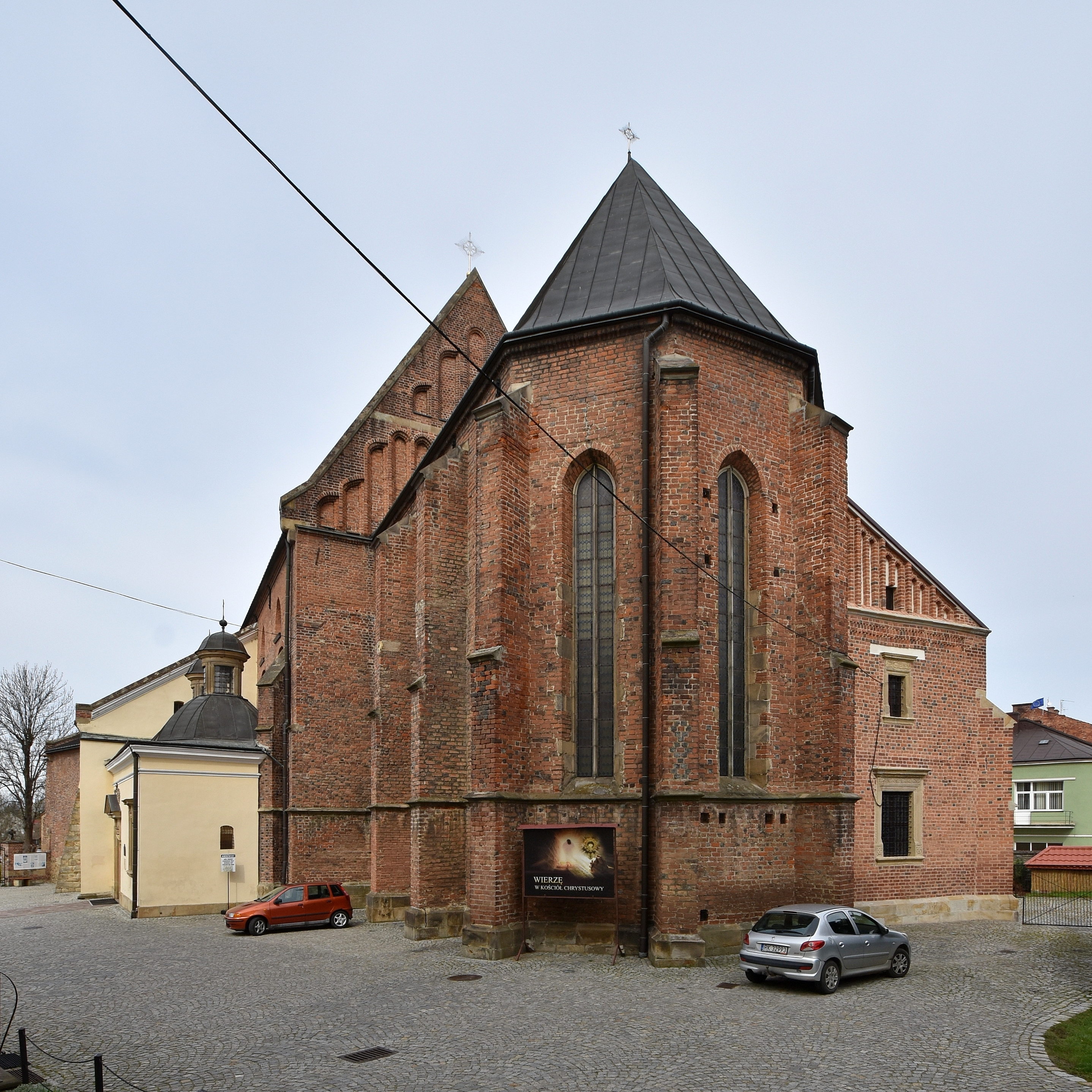
Widok od strony prezbiterium